# Griffinia arifolia
Griffinia arifolia är en amaryllisväxtart som beskrevs av Pierfelice Ravenna. Griffinia arifolia ingår i släktet Griffinia och familjen amaryllisväxter. Inga underarter finns listade i Catalogue of Life.